# Platyarthrus beieri
Platyarthrus beieri là một loài chân đều trong họ Platyarthridae. Loài này được Strouhal miêu tả khoa học năm 1955.